# Trylemat
Trylemat (z gr. τρεις – trzy, oraz λημμα – przesłanka) – schemat wnioskowania, w którym obok trzech zdań warunkowych występuje potrójna alternatywa:
| Jeśli a, to d |
| Jeśli b, to d |
| Jeśli c, to d |
| a lub b lub c |
|               |
| zatem: d      |
Jest to odpowiednik jednego ze współczesnych praw rachunku zdań.